# محی‌الدین مفتاح
محی‌الدین مفتاح (انگلیسی: Mahieddine Meftah؛ زادهٔ ۲۵ سپتامبر ۱۹۶۸) بازیکن فوتبال اهل الجزایر بود.
از باشگاه‌هایی که در آن بازی کرده‌است می‌توان به باشگاه فوتبال القبائل و باشگاه فوتبال اتحاد الجزایر اشاره کرد.
وی همچنین در تیم ملی فوتبال الجزایر بازی کرده‌است.